# Berenguer d'Oms de Santa Pau i de Perapertusa
Berenguer VI d'Oms de Santa Pau i de Perapertussa (? - ?). Baró de Santa Pau i de Montesquiu. Varvessor de Montescot. Senyor d'Oms, Tallet, Clarià, Sant Llorenç de la Saga, Saorra, la Clusa i Finestres. Castlà de Cotlliure. Capità general de les galeres de Catalunya.

## Antecedents familiars
Fill de Guillem d'Oms de Santa Pau i de Fabra.

## Núpcies i descendents
- Berenguer VII d'Oms de Santa Pau i de Sentmenat.
- Antoni I d'Oms de Santa Pau i de Sentmenat.
- Anna d'Oms de Santa Pau, casada amb Ferran de Cardona.
- Bernat d'Oms de Santa Pau.

## Biografia
Com a capità de galeres, va protegir el pas de l'Estret de Gibraltar durant la Jornada de Mers el-Kebir el 1505, va assetjar Tànger i Vélez de la Gomera, bases de corsaris, el 1506 i juntament amb el mossèn Fiveller i altres catalans en la defensa de Tànger el 1511.
Assistí a les Corts de Barcelona del 1519.